# Charlie Wilson's War
Charlie Wilson's War is een Amerikaanse film uit 2007 geregisseerd door Mike Nichols. De hoofdrollen worden vertolkt door Tom Hanks en Julia Roberts. De film is gebaseerd op het gelijknamige boek van George Crile en gaat over de Texaanse afgevaardigde Charlie Wilson. Zijn inspanningen om steun te genereren voor wapens en militaire training voor de Afghaanse Moedjahedien tijdens de Sovjetinval in Afghanistan, leidden tot de geheime militaire operatie Cyclone.   

## Rolverdeling
- Tom Hanks - Charlie Wilson
- Julia Roberts - Joanne Herring
- Philip Seymour Hoffman - Gust Avrakotos
- Amy Adams - Bonnie
- Emily Blunt - Jane Liddle
- Shiri Appleby - Jailbait
- Mary Page Keller - Mevr. Wilson
- Rachel Nichols - Suzanne
- Erick Avari - Avi Perlman
- John Slattery - Cravely
- Denis O'Hare - Harold Holt
- Faran Tahir - Brigadier Rashid